# Stanisław Szymborski
Stanisław Szymborski (ur. 25 kwietnia 1906 w Warszawie, zm. 13 marca 1983 w Sopocie) – polski inżynier, specjalizujący się w badaniach środowiska wodnego, założyciel Stacji Morskiej w Sopocie i wiodący organizator polskiej oceanologii, harcmistrz.

## Biografia
Propagator turystyki kajakowej, autor przewodników dla wodniaków. Działacz harcerski odznaczony złotym krzyżem „Za zasługi dla harcerstwa”. Współzałożyciel i członek pierwszego Zarządu Akademickiego Związku Morskiego założonego we Lwowie w 1933 roku. Uczestnik w stopniu oficera w pierwszym rejsie „Zawiszy Czarnego” do Londynu pod dowództwem Generała Mariusza Zaruskiego. Po wojnie, w roku 1947, uczestniczył w rejsie do Szwecji. Studiował na Wydziale Inżynierii Lądowej i Wodnej na Politechnice Lwowskiej, którą ukończył w 1938 roku jako mgr inż. hydrotechniki i pozostając na niej pracował jako wykładowca i asystent prof. Kazimierza Bartla. W czasie okupacji działał w Armii Krajowej W kwietniu 1945 r. przyjechał do Sopotu z prof. Eugeniuszem Kwiatkowskim jako członek Delegatury Rządu do spraw Wybrzeża. Początkowo podjął pracę organizacyjno-administracyjną, a następnie kontynuował pracę naukową na Politechnice Gdańskiej.
Opiekun Naukowego Koła Badań Podwodnych przy Politechnice Gdańskiej, przemianowanego na Gdański Klub Płetwonurków "Rekin".
Założyciel i w latach 1953-1976 kierownik Stacji Morskiej w Sopocie, której sukcesorem jest obecny Instytut Oceanologii Polskiej Akademii Nauk w Sopocie. W latach 1961–1983 był sekretarzem naukowym Komitetu Badań Morza Polskiej Akademii Nauk oraz inicjatorem i współorganizatorem czasopisma naukowego „Oceanologia”, które zaczęto wydawać w 1971 roku, obecnie kwartalnik jest wydawnictwem rejestrowanym przez Listę Filadelfijską. Autor licznych prac naukowych oraz książek popularnonaukowych o tematyce morskiej i turystycznej.
Pochowany na cmentarzu katolickim w Sopocie (kwatera G4-4-19).
Jego synem jest Krzysztof Szymborski, polski fizyk.

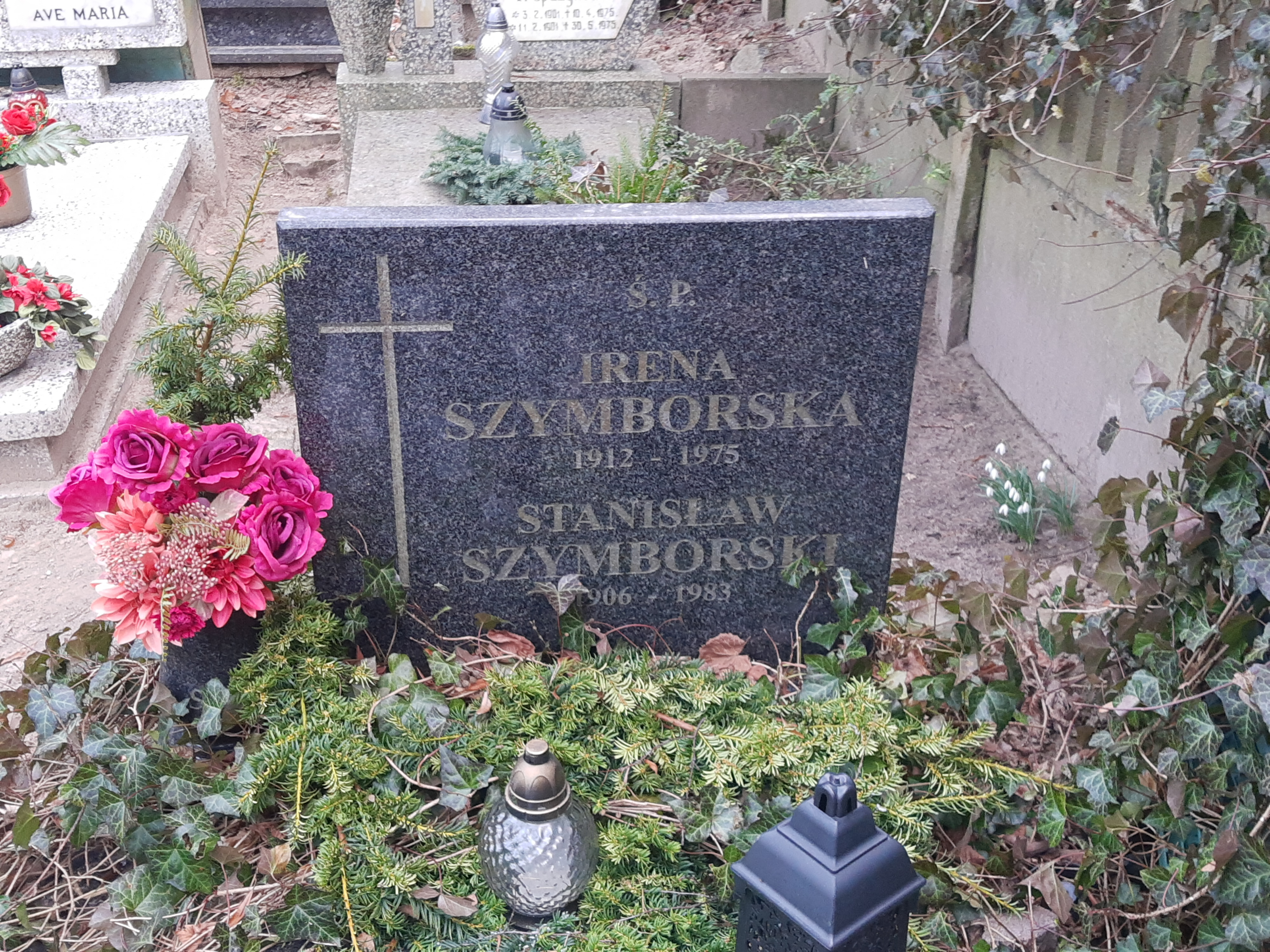
Grób prof. Stanisława Szymborskiego na cmentarzu katolickim w Sopocie

## Wybrane publikacje
- Wisła. Przewodnik dla turystów wodnych, Książnica-Atlas, Lwów Warszawa 1935
- Dniestr z dopływami, Prut i Czeremosz, Książnica-Atlas, Lwów Warszawa 1937
- Port morski, Wydawnictwo Komunikacyjne, 1955

## Odznaczenia
- Złoty Krzyż Zasługi
- Krzyż Kawalerski Order Odrodzenia Polski
- Złoty Krzyż „Za Zasługi dla ZHP”